# Adi Nalić
Adi Nalić, né le 1er décembre 1997 à Sölvesborg en Suède, est un footballeur international bosnien qui évolue au poste de milieu offensif à Almere City.

## Biographie

### Mjällby AIF
Né à Sölvesborg en Suède, il est le fils de Zlatan Nalić, ancien footballeur ayant notamment joué au Panathinaikos. Adi Nalić est formé par le Mjällby AIF. En août 2016 il est promu en équipe première. Il joue son premier match alors que le club évolue en troisième division suédoise le 11 septembre 2016, face au Tvååkers IF (1-1).

### Landskrona BoIS
Le 5 décembre 2016 Adi Nalić est recruté par le Landskrona BoIS. Il évolue alors toujours en troisième division mais à l'issue de la saison 2017 le club est sacré champion et est promu dans le Superettan pour la saison suivante.

### AFC Eskilstuna
Le 16 novembre 2018, Adi Nalić s'engage avec le Malmö FF, pour un contrat de quatre ans. Il est toutefois prêté dans la foulée à l'AFC Eskilstuna. C'est avec ce club qu'il découvre l'Allsvenskan, jouant son premier match le 31 mars 2019 face à l'IFK Göteborg, lors de la première journée de la saison 2019. Lors de cette rencontre il se distingue en délivrant une passe décisive à Denni Avdić sur l'ouverture du score puis marque son premier but dans le temps additionnel de la seconde période, permettant à son équipe de s'imposer par trois buts à un. Le 3 août 2019, Nalić réalise un doublé sur la pelouse de l'Östersunds FK, en championnat. Titularisé ce jour-là, il permet à son équipe de s'imposer grâce à ses deux buts (1-2 score final).

### Malmö FF
Adi Nalić est intégré à l'équipe première du Malmö FF lors de la saison 2020. Il joue son premier match sous ses nouvelles couleurs le 15 février 2020 face au Syrianska FC lors d'une rencontre de coupe de Suède. Titularisé ce jour-là il se fait remarquer en inscrivant son premier but et en délivrant deux passes décisives, contribuant à la large victoire de Malmö (8-0). Avec Malmö il découvre la coupe d'Europe, jouant ses deux premiers matchs en Ligue Europa lors de la double confrontation face au VfL Wolfsburg où il est à chaque fois titulaire, le 20 février 2020 (défaite 2-1 de Malmö) et le 27 février suivant (défaite 0-3 de Malmö).
Le 21 avril 2022, lors d'un match nul face à l'IFK Värnamo (0-0), Nalić se blesse sérieusement au genou. Victime d'une rupture du ligament croisé, il est absent pour plusieurs mois et sa saison est dès lors terminée.

### Hammarby IF
Après la fin de son contrat avec Malmö, Adi Nalić est recruté par Hammarby IF le 7 janvier 2023.
Nalić inscrit son premier but pour Hammarby le 30 avril 2023, lors d'une rencontre de championnat contre son ancien club, le Malmö FF. Il ne peut toutefois pas éviter la défaite de son équipe par quatre buts à deux.

### Almere City
Le 9 février 2024, Adi Nalić rejoint les Pays-Bas afin de s'engager en faveur de l'Almere City. Il signe un contrat courant jusqu'en juin 2026.

### En sélection
Né et formé en Suède, Adi Nalić choisit de représenter la Bosnie-Herzégovine. En mai 2021 il est appelé pour la première fois avec l'équipe nationale de Bosnie-Herzégovine pour des matchs amicaux prévu en juin. Il honore sa première sélection le 2 juin 2021 face au Monténégro. Il est titularisé ce jour-là et les deux équipes se neutralisent (0-0).

## Palmarès
Malmö FF
- Champion de Suède (1) : 2020